# Jozef Forster
Jozef Misajere Forster (Jozef) Forster (circa 1957/1958) is een Surinaamse marronleider. Hij is sinds 2020 granman van de Paramaccaners.

## Biografie
Jozef Forster was waarnemend granman in Paramacca sinds de granman Samuel Forster overleed op 10 maart 2017. Jozef Forster was daarna via familiaire lijn voorbestemd om Samuel Forster op te volgen. In zijn waarnemende rol had hij rond 2019 te maken met verzet tegen de nieuw gestelde grenslijn met de Aukaners waarvoor beide stammen in 2019 tekenden in Drietabbetje. Volgens de stichting Duurzame Ontwikkeling Paamaka zouden de Paramaccaners daarmee een derde van hun grondgebied inleveren.
Forster werd op 21 februari 2020 op traditionele wijze beëdigd tot granman. De ceremonie werd bijgewoond door Margaretha Malontie, de deken van de districtscommissarissen. Ook waren er politieke vertegenwoordigers aanwezig. Op 20 november 2020 volgde de ceremoniële beëdiging op het Presidentieel Paleis door president Chan Santokhi en vicepresident Ronnie Brunswijk.

## Video
Trio/Wayana (lijst) · 
Aluku (lijst) · 
Aukaners (lijst) · 
Kwinti (lijst) · 
Matawai (lijst) · 
Paramaccaners (lijst) · 
Saramaccaners (lijst)
politiek in Suriname · granman · kapitein · basja